# NGC 868
NGC 868 (również PGC 8659 lub UGC 1748) – galaktyka soczewkowata znajdująca się w gwiazdozbiorze Wieloryba. Odkrył ją Lewis A. Swift 3 października 1886 roku.